# Громик Юрій Васильович
Громик Юрій Васильович (нар. 14 жовтня 1973 р. в селі Липне Ківерцівського району Волинської області) — український мовознавець, кандидат філологічних наук, професор, проректор з навчальної роботи та рекрутації Волинського національного університету імені Лесі Українки.

## Біографія
Народився 14 жовтня 1973 р. в селі Липне (Липно) Ківерцівського району Волинської області.
Після закінчення 1990 р. Липненської середньої школи отримав фахову підготовку з української мови та літератури у Волинському державному університеті імені Лесі Українки (1995 р. із відзнакою закінчив факультет україністики і здобув кваліфікацію вчителя української мови та літератури).
Протягом 1995—1998 рр. навчався в аспірантурі на кафедрі історії та культури української мови ВДУ імені Лесі Українки. 1999 р. в Інституті мовознавства імені О. О. Потебні Національної академії наук України захистив дисертацію «Прислівники відзайменникового походження в західнополіських говірках української мови» і здобув науковий ступінь кандидата філологічних наук зі спеціальності 10.02.01 — українська мова.
Із жовтня 1998 р. працював на посаді старшого лаборанта кафедри історії та культури української мови, з жовтня 1999 р. — на посаді асистента, з лютого 2000 р. — старшого викладача, з вересня 2002 р. — доцента цієї ж кафедри. 2004 р. отримав учене звання доцента кафедри історії та культури української мови. Протягом 2000—2005 рр. виконував обов'язки заступника декана з навчальної роботи. 2005 р. був обраний на посаду декана філологічного факультету; із 2009 р. працював на посаді декана Інституту філології та журналістики, із 2016 до 2019 року — декана факультету філології та журналістики. 30 січня 2020 р. призначений на посаду проректора з навчальної роботи та рекрутації. У вересні 2020 р. присвоєно вчене звання професора кафедри історії та культури української мови. За сумісництвом — професор кафедри історії та культури української мови.
Ю. В. Громик упродовж 2010—2019 рр. був членом спеціалізованої вченої ради К 32.051.02 для захисту кандидатських дисертацій зі спеціальності 10.02.01 — українська мова (СНУ імені Лесі Українки). Упродовж 2014—2019 рр. — голова журі ІІ (обласного) етапу Всеукраїнського конкурсу-захисту науково-дослідницьких робіт учнів — слухачів Малої академії наук України. Керівник студентської проблемної групи «Діалектна та онімна лексика Західного Полісся».
2019 р. закінчив курс польської мови в обсязі 210 год. та склав екзамен з польської мови на рівні підготовки В 2 при Центрі українсько-польської співпраці Національного технічного університету «Дніпровська політехніка».
Був учасником численних наукових конференцій в Україні, Білорусі, Польщі, Німеччині, Росії. Опублікував більше як 80 статей у вітчизняних фахових та 15 статей у зарубіжних виданнях. Співавтор чотирьох статей у журналах, які включено до міжнародних наукометричних баз Scopus, Web of Science Core Collection. Кілька статей вийшло у періодичних виданнях, зареєстрованих у наукометричній базі Index Copernicus. Автор більше як 10 одноосібних навчальних, навчально-методичних посібників з української діалектології, історії української мови, старослов'янської мови, українського правопису (частина з них — із грифом МОН України, грифами «Затверджено», «Рекомендовано» СНУ імені Лесі Українки); співавтор ще 7 навчальних видань. Головний редактор фахових наукових видань «Вісник Запорізького національного університету: Збірник наукових праць. Філологічні науки» та «Лінгвостилістичні студії»; член редакційних колегій наукових журналів «Волинь філологічна: текст і контекст», «Вісник Житомирського державного університету імені Івана Франка. Філологічні науки». Підготував чимало науково-популярних, консультаційних та дискусійних публікацій із наукової та професійної тематики в друкованих та інтернет-ЗМІ; брав участь у промоційних, освітніх та наукових теле- і радіопередачах.
16-23 червня 2019 р. брав участь у Міжнародному проєкті «Медіадіалог для демократії та миру», який відбувався в Луцьку за сприяння Міністерства закордонних справ Федеративної Республіки Німеччини та Посольства Федеративної Республіки Німеччини в Україні.
12 листопада 2020 р. брав участь у роботі щорічного круглого столу «Забезпечуємо якість освіти разом», організованого Управлінням Державної служби якості освіти у Волинській області.
2020 р. — учасник, співменеджер проєкту з розроблення моделі інформаційного продукту графічного характеру «Виробництво поліграфічної продукції. Творчість Лесі Українки. Повне академічне зібрання творів Лесі Українки», який виконував Волинський національний університет імені Лесі Українки на замовлення Державної установи «Український інститут книги»; член редакційної колегії Повного академічного зібрання творів Лесі Українки в 14 томах, зокрема редактор 10 і 13 томів, співавтор передмови і приміток та співупорядник 9 тому.

## Навчально-методичні праці
- Збірник тестових завдань для вступників на спеціальність «Журналістика» ОКР «Спеціаліст», «Магістр»: навчально-методичний посібник / Н. Б. Благовірна, Ю. В. Громик, О. М. Косюк та ін.; за ред. С. І. Кравченко. Луцьк: Вежа-Друк, 2016. 172 с.
- Громик Ю. В. Український правопис: навч. посіб. Київ: Видавничий дім «Кондор», 2017. 166 с.
- Громик Ю. В. Старослов'янська мова: історія, фонетика, словозміна: збірник завдань та вправ: навчальний посібник. Київ: Видавничий дім «Кондор», 2018. 184 с.
- Громик Ю. В. Історія української мови: збірник завдань і вправ: навчальний посібник. Луцьк: Вежа-Друк, 2018. 56 с.
- Українсько-англійський та англо-український фразеологічний словник / Гороть Є. І., Громик Ю. В., Малімон Л. К., Павленко Л. П., Павлюк А. Б., Рогач О. О. Київ: Видавничий дім «Кондор», 2020. 304 с.